# Estadio Maria Lamas Farache
El Estadio Maria Lamas Farache, popularmente llamado Frasqueirão, es un estadio multiusos ubicado en la ciudad de Natal, estado de Río Grande do Norte en Brasil. El estadio forma parte de la Vila Olímpica Vicente Farache y es propiedad del ABC Futebol Clube de la Serie B de Brasil, fue inaugurado el 24 de enero de 2006 en un encuentro entre el ABC y Alecrim (1:1). Posee una capacidad para 18 000 personas.
El estadio sirvió como Centro oficial de entrenamientos para las selecciones que disputaron juegos en el Arena das Dunas, durante la Copa Mundial de Fútbol de 2014.

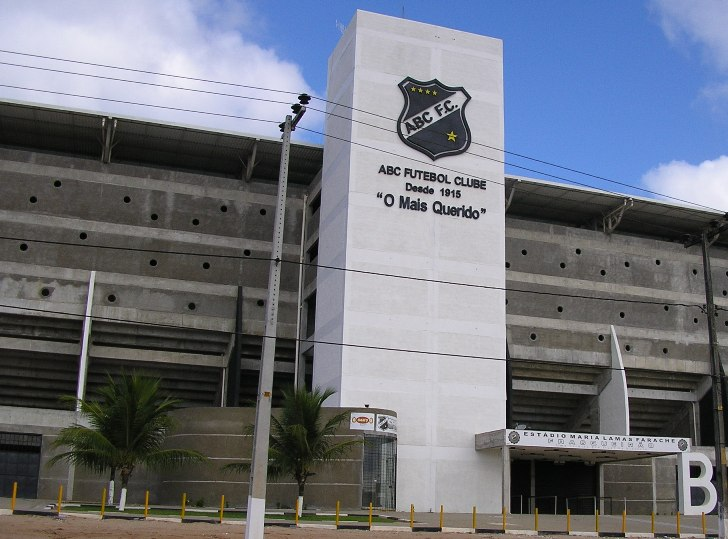
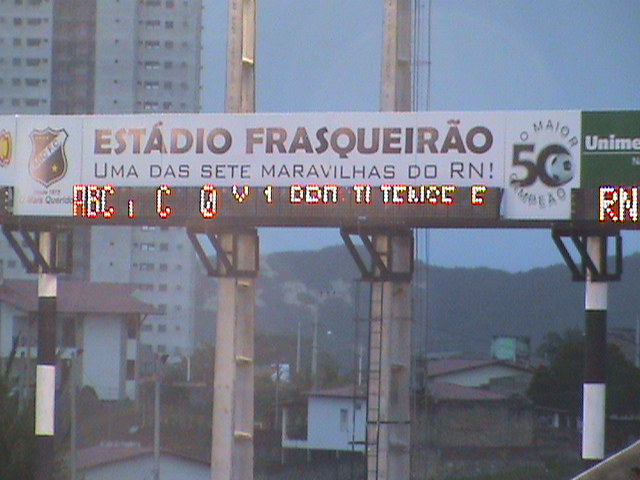